# Christoph Graf (Historiker)
Christoph Graf (* 25. März 1944 in Häutligen, Kanton Bern) ist ein Schweizer Historiker und Archivar. Er war von 1990 bis 2004 Direktor des Schweizerischen Bundesarchivs.

## Leben und Wirken
Nach dem Schulbesuch studierte Graf Geschichtswissenschaft und Germanistik an den Universitäten Bern, Göttingen und Berlin. 1972 promovierte er mit einer Arbeit über das Kraftwerk Rheinau zum Dr. phil. Seine Habilitationsschrift, die die Geschichte der Politischen Polizei zur Zeit des Nationalsozialismus zum Inhalt hat und die von Walther Hofer betreut wurde, legte er 1980 vor.
1977 trat Graf als wissenschaftlicher Mitarbeiter ins Schweizerische Bundesarchiv in Bern ein; 1978 wurde er zum Vizedirektor (stellvertretenden Direktor) ernannt. Von 1978 bis 1990 war er zudem Vorstandsmitglied und Sekretär des Vereins Schweizerischer Archivarinnen und Archivare (VSA). 1990, nach dem Tod des damaligen Direktors Oscar Gauye, wurde er zum ersten Direktor des Bundesarchivs ernannt, eine Stellung, die er bis Ende September 2004 innehatte. Seine Nachfolge übernahm sein Stellvertreter Andreas Kellerhals. Mit der Ernennung zum Direktor des Archivs übernahm er auch die Schriftleitung der Zeitschrift Studien und Quellen, des offiziellen Organs des Bundesarchivs.
Als Dozent lehrt Graf, der auch Vorstandsmitglied des Internationalen Archivrats und der Allgemeinen Geschichtsforschenden Gesellschaft der Schweiz ist, seit 1981 als Honorarprofessor für Neuere Geschichte – mit Schwerpunkt Schweizer Geschichte – und Archivkunde an der Universität Bern. 
Unter Grafs Publikationen ragen zwei Dokumentationsbände zu den Ereignissen um den Reichstagsbrand vom Februar 1933 hervor, die er 1972 und 1978 zusammen mit seinem Mentor Walther Hofer und mit Edouard Calic publizierte.

## Schriften
- Das Kraftwerk Rheinau und die Rheinau-Initiative 1954, Zürich 1972. (Dissertation)
- Zensurakten aus der Zeit des Zweiten Weltkriegs, 1979.
- Politische Polizei zwischen Demokratie und Diktatur. Die Entwicklung der preußischen Politischen Polizei vom Staatsschutzorgan zum Geheimen Staatspolizeiamt des Dritten Reiches , Einzelveröffentlichungen der Historischen Kommission zu Berlin, 36. Colloquium-Verlag, Berlin 1983. (Bern, Univ., Habil.-Schr., 1980)